# 库特·阿特伯格
库特·马格努斯·阿特伯格（瑞典語：Kurt Magnus Atterberg，1887年12月12日—1974年2月15日），又译阿特贝里，瑞典作曲家。早年业余学习大提琴和作曲，后长期在国家专利局工作，并同时任音乐评论员。阿特伯格的音乐继承了贝多芬精神，在音乐语言上主要受到勃拉姆斯，雷格和俄罗斯音乐的影响。其管弦乐作品具有浪漫主义色彩，宏大的结构和丰富的配器，在瑞典音乐史上地位颇高。